# 에리트로크루오린

클로로크루오린의 헴, 독특한 녹색의 원천.

에리트로크루오린(Erythrocruorin, 그리스어 eruthros "붉은" + 라틴어 cruor "피"에서 유래)과 유사한 클로로크루오린 (그리스어 khlōros "녹색" + 라틴어 cruor "피"에서 유래)은 산소를 운반하는 대형 헴단백질 단백질 복합체로, 분자량이 350만 원자 질량 단위를 초과한다. 둘 다 때때로 거대 헤모글로빈 또는 육각형 이중층 헤모글로빈이라고 불린다. 이들은 많은 환형동물과 절지동물 (일부 곤충 포함)에서 발견된다.
클로로크루오린은 특히 특정 해양 다모류에서 발견된다.

## 구조
에리트로크루오린의 두 가지 구조가 밝혀졌다. 이 단백질은 헴 결합 글로빈과 독특한 링커 단백질로 이루어진 고도로 대칭적인 조립체이다.
클로로크루오린과 에리트로크루오린의 유일한 중요한 차이점은 클로로크루오린이 비정상적인 헴 그룹 구조를 가지고 있다는 점이다. 둘 다 16-17 kDa 미오글로빈 유사 서브유닛이 100개 이상의 서브유닛과 연결 단백질을 포함하는 거대한 복합체로 배열되어 있으며, 총 무게는 3600 kDa를 초과한다.
거대 헤모글로빈은 여러 헴 함유 글로빈 사슬과 링커 (인터프로: IPR031639) 사슬로 구성된다. 각 종은 이 사슬들에 대해 다른 양의 유전자를 가지고 있다. 예를 들어, Lamellibrachia sp.는 네 종류의 글로빈 사슬과 두 종류의 링커 사슬을 가지고 있는 반면, Sabella spallanzanii는 세 개의 글로빈 사슬과 세 개의 링커 사슬을 가지고 있다. 정확한 화학양론적 비율과 배열은 알려져 있지 않지만, 에리트로크루오린과 유사할 것으로 생각된다.

## 특성
에리트로크루오린은 대부분의 헤모글로빈보다 산소에 대한 친화력이 약하다. 이색성 화합물인 클로로크루오린은 묽은 용액에서는 녹색으로 나타나지만, 농축된 용액에서는 옅은 붉은색으로 나타나는 것으로 유명하다.
이 거대한 고분자는 일반적으로 혈장 내에 자유롭게 떠다니며, 적혈구 내에 포함되어 있지 않다.